# Aéroport Garad Wilwal
Aéroport Garad Wilwal (également connu sous le nom de Aéroport Garaad Wiil-Waal) est un aéroport public desservant Jijiga, la capitale de la région Somali dans l'est de l'Éthiopie. L'aéroport est situé à environ 12 km à l'est de la ville. Il porte le nom du dirigeant somalien du XVIIe siècle, Garad Wiil-Waal.

## Histoire
Le premier terrain d'aviation à Jijiga a été construit en 1929. Un accident d'avion à Jijiga en juillet 1930 a impliqué le huitième ou neuvième avion introduit en Éthiopie; c'était le deuxième accident d'avion dans le pays. L'avion était un Fiat AS.1 avec un moteur de 85 ch, un avion d'entraînement acheté en 1929. Les premiers tests de formation des pilotes en Éthiopie ont été passés à l'aéroport Garad Wilwal par Mishka Babitcheff et Asfaw Ali les 1 et 4 septembre 1930.
Dans les années 1990, l'aéroport Garad Wilwal était l'une des 10 bases de la Force aérienne éthiopienne.

## Installations
L'aéroport se trouve à une altitude de 5 937 pieds (1 807 mètres) au-dessus du niveau de la mer. La seule piste de l'aéroport, désignée 03/21, a une surface en béton bitumineux et mesure 2 400 mètres de longueur sur 45 mètres de largeur.

## Compagnies aériennes et destinations
Voici les destinations desservies par l'aéroport Garad Wilwal :
- Ethiopian Airlines
- Addis-Abeba – Aéroport international de Bole
- Gode – Aéroport de Gode[5],[6].